# Wardell (Missouri)
Wardell è un comune degli Stati Uniti d'America, situato nello Stato del Missouri, nella contea di Pemiscot.